# Valeriana (género)

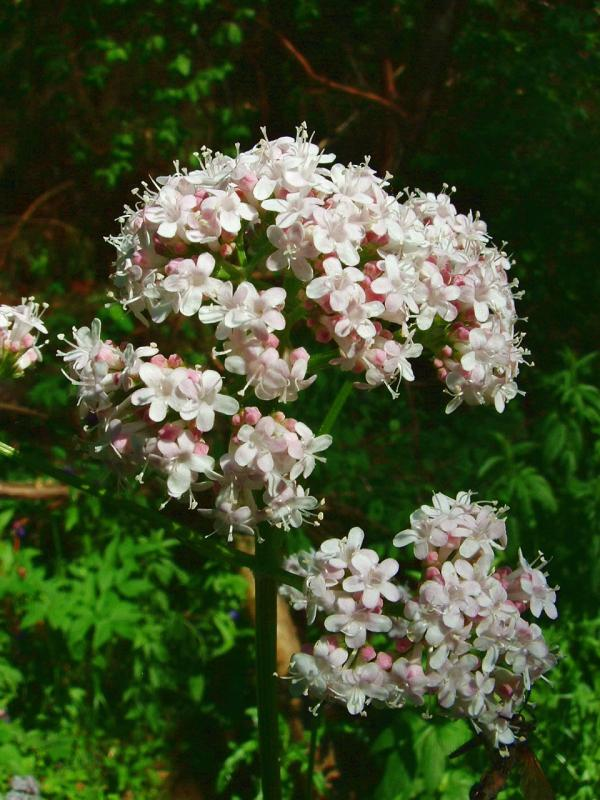
Valeriana officinalis

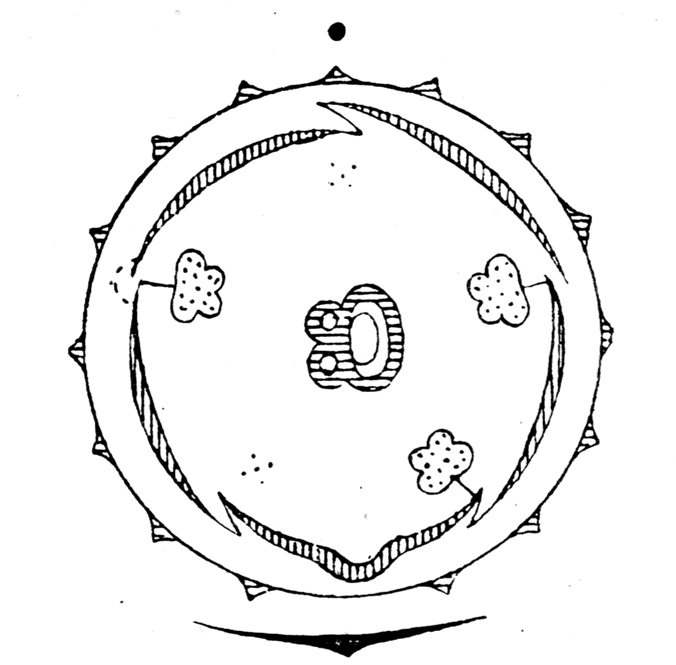
Diagrama Valeriana

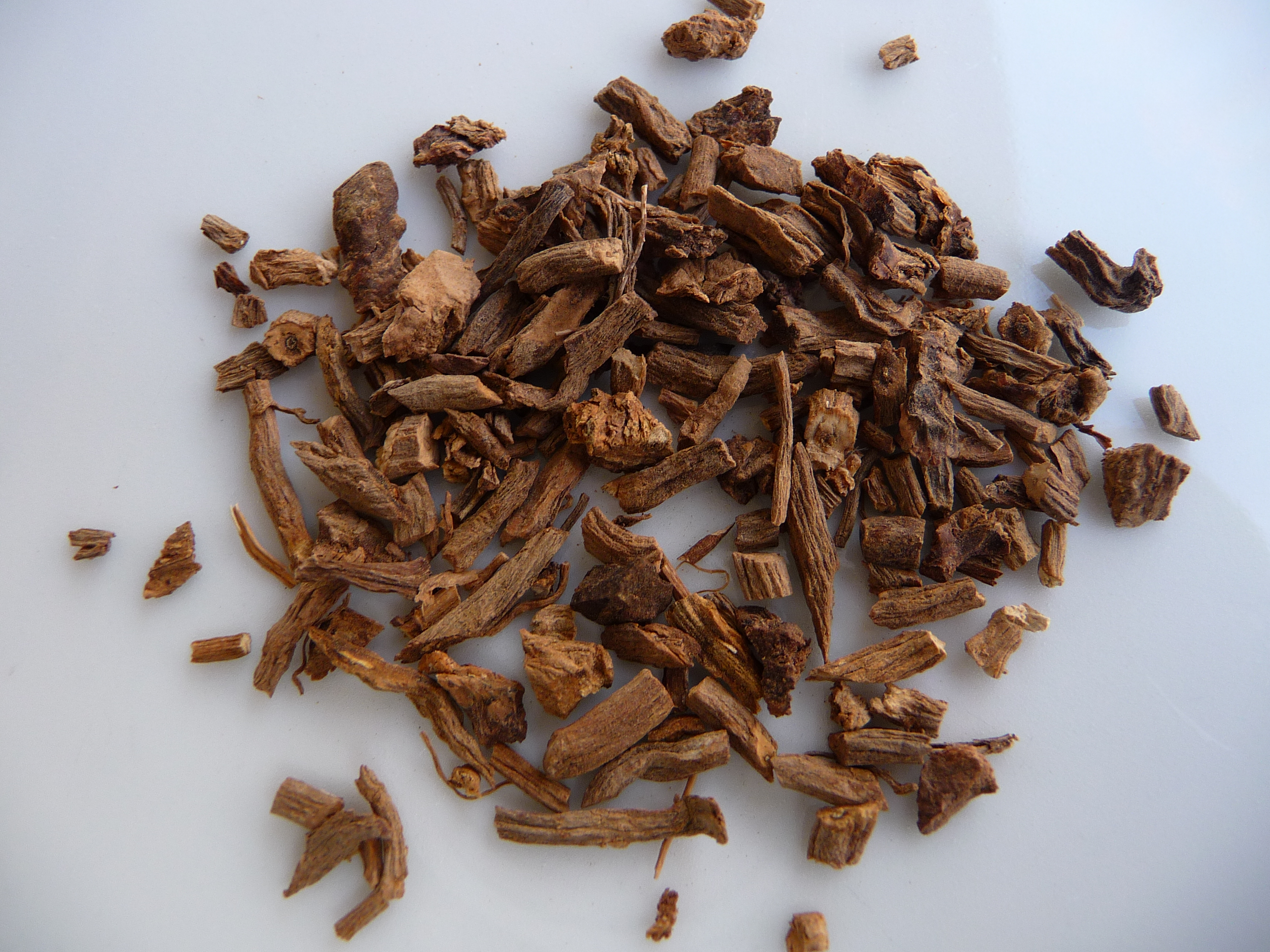
Valeriana seca

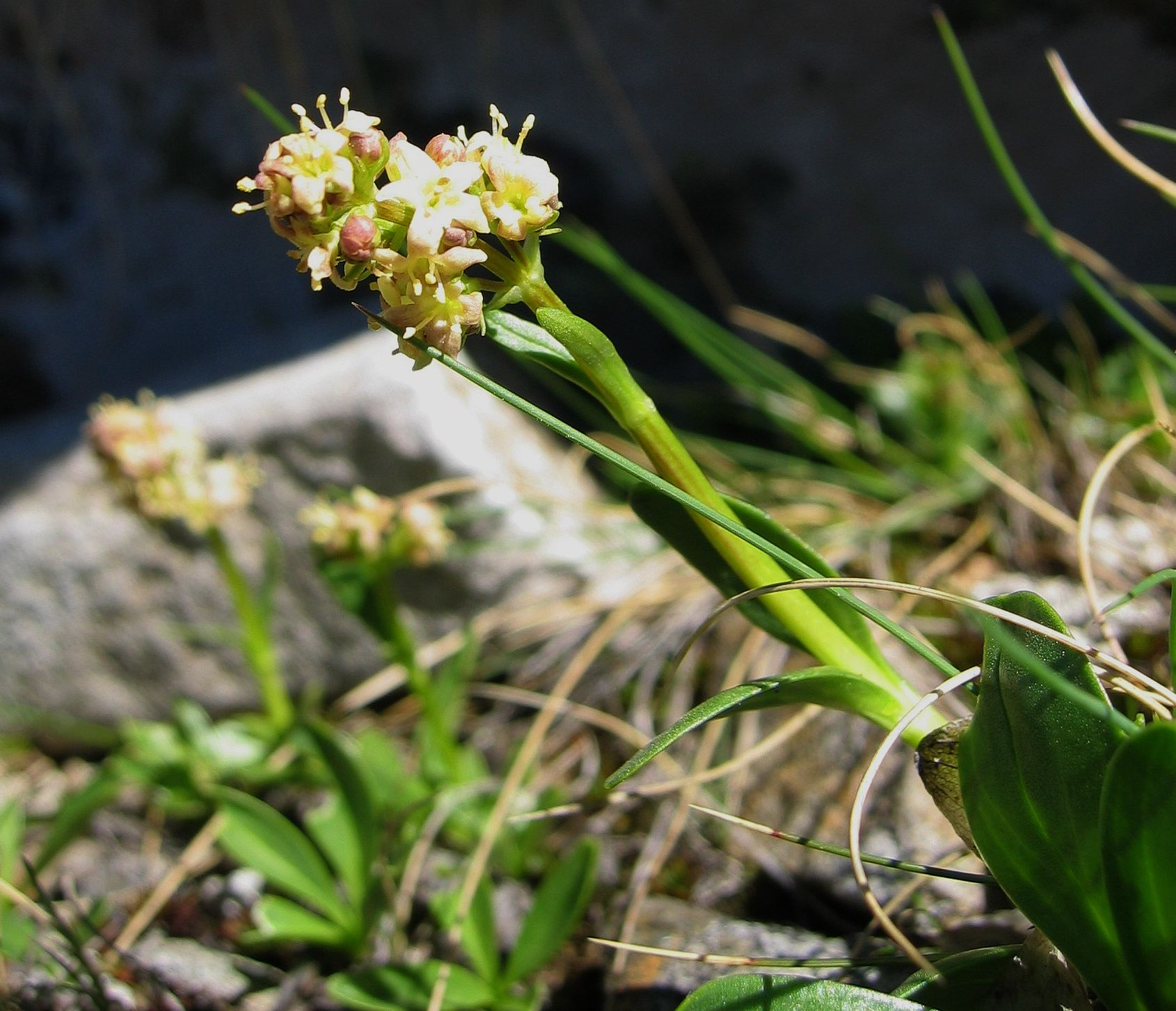
Valeriana celtica

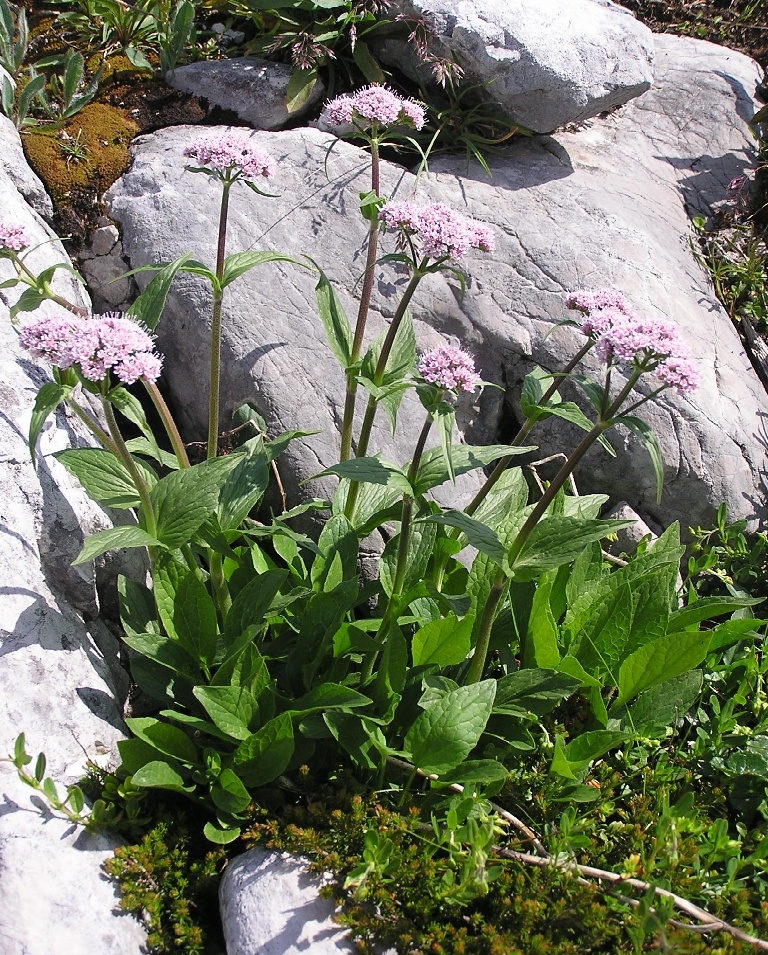
Valeriana montana

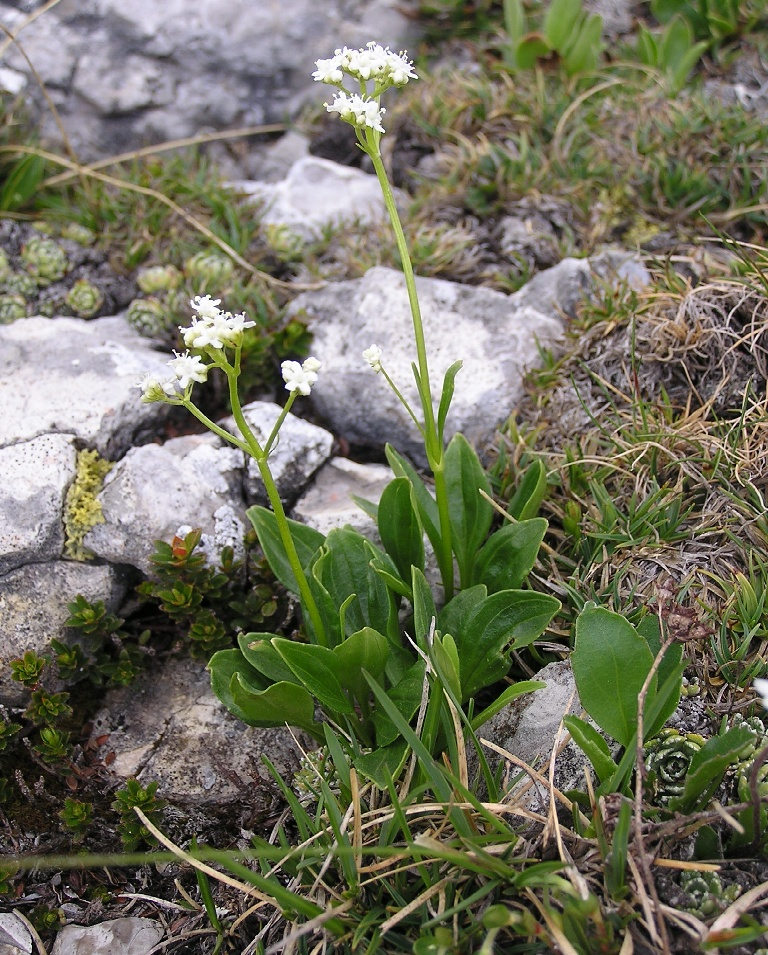
Valeriana saxatilis

Valeriana es un género de plantas de la antigua familia Valerianaceae, ahora subfamilia Valerianoideae. La especie,  más conocida es Valeriana officinalis, llamada comúnmente valeriana. Ciertas especies son nativas de Europa y otras de Norteamérica. Es usada frecuentemente como somnífero. Comprende 759 especies descritas y de estas, solo 217 aceptadas.

## Descripción
Son hierbas perennes, rizomatosas. Flores hermafroditas, en inflorescencias cimosas simples o escasamente ramificadas. Cáliz con dientes lineares enrollados durante la antesis, acrescente, plumoso y persistente en la fructificación en forma de vilano. Corola con tubo infundibuliforme, con 5 lóbulos desguales. Androceo con 3 estambres. Estigma trífido. Frutos con las 2 cavidades estériles apenas desarrolladas.

## Taxonomía
El género fue descrito por  Carlos Linneo y publicado en Species Plantarum 1: 31–34. 1753.
Etimología
Valeriana: nombre genérico derivado del latín medieval ya sea en referencia a los nombres de Valerio (que era un nombre bastante común en Roma, Publio Valerio Publícola es el nombre de un cónsul en los primeros años de la República), o al provincia de Valeria, una provincia del imperio romano,  o con la palabra valere, "para estar sano y fuerte" de su uso en la medicina popular para el tratamiento del nerviosismo y la histeria.
Sinonimia
- Aretiastrum (DC.) Spach
- Astrephia Dufr.
- Belonanthus Graebn.
- Phuodendron (Graebn.) Dalla Torre & Harms
- Phyllactis Pers.
- Stangea Graebn.[5]

## Especies más importantes
- Valeriana acutiloba
- Valeriana alliariifolia
- Valeriana altaica originaria de la región de Xinjiang (China y Mongolia)
- Valeriana apula
- Valeriana arburua
- Valeriana arizonica
- Valeriana californica
- Valeriana capitata
- Valeriana carnosa
- Valeriana castellanosii
- Valeriana celtica
- Valeriana coarctata Ruiz & Pav. - huariturú del Perú[6]
- Valeriana columbiana
- Valeriana dioica
- Valeriana dioscoridis Sm. - phu[6]
- Valeriana edulis
- Valeriana henrici
- Valeriana locusta
- Valeriana longiflora
- Valeriana montana
- Valeriana occidentalis
- Valeriana officinalis
- Valeriana panciflora
- Valeriana paniculata Ruiz & Pav. - macae del Perú[6]
- Valeriana phu L. - hierba del gato[6]
- Valeriana pyrenaica
- Valeriana sambucifolia
- Valeriana scandens
- Valeriana scouleri
- Valeriana septentrionalis
- Valeriana saxatilis
- Valeriana sitchensis
- Valeriana sorbifolia Kunth - mazatetes, canónigos de México, ucuares de México.[6]
- Valeriana supina
- Valeriana texana
- Valeriana tiliifolia
- Valeriana tripteris
- Valeriana tuberosa
- Valeriana wallichii

Lista completa de especies